# Moisès de Roma
Moisès de Roma (Roma, s. III - 251) fou un prevere romà, degà del col·legi que governà l'Església catòlica a la mort de Fabià I. És venerat com a sant per diverses confessions cristianes. A mitjan segle iii, l'emperador Deci va ordenar una persecució contra els cristians a Roma, en la qual fou pres i mort el papa Fabià I i altres bisbes i preveres. Davant la impossibilitat d'elegir un nou pontífex, l'Església de Roma va començar a ésser administrada per un col·legi de sacerdots; com a degà, pel seu prestigi i edat, fou elegit Moisès. Durant la persecució, molts cristians havien renegat de la fe per conservar la vida. Va haver-hi agres polèmiques entre els partidaris d'una línia intransigent i altres més moderats i conciliadors, entre els quals hi havia Moisès, que entenia l'actitud dels renegats. Va morir en 251, després d'haver passat temps en presó. Fou considerat màrtir, tot i que no havia estat mort com a tal.